# At-Tira (Ramallah)
Pour les articles homonymes, voir Tira.
At-Tira, en arabe : الطيرة, est un village du gouvernorat de Ramallah et Al-Bireh en Palestine. Il est situé à  8,3 km au sud-ouest de Ramallah et au centre de la Cisjordanie.
Selon le recensement du bureau central palestinien des statistiques, la localité compte une population de 1 504 habitants en 2017.